# Alekseï Fedortchenko
Alekseï Stanislavovitch Fedortchenko (en Алексей Станиславович Федорченко), né le 29 septembre 1966 à Sol-Iletsk, est un réalisateur et producteur russe.

## Vie
Alekseï Fedortchenko entre à l'Institut polytechnique de l'Oural à Iekaterinbourg et y poursuit des études d'ingéniérie et d'économie. Après l'obtention de son diplôme en 1988, il travaille dans une usine de Sverdlovsk en tant qu'ingénieur commercial. Il se lance dans le cinéma en obtenant une place d'économiste dans les "Studios de Sverdlovsk" fondée en 1943. Pendant 10 ans, il s'occupe de production dans les studios et est à l'origine d'un grand nombre de films et de leur critique.
Parallèlement à son travail de producteur, Fedortchenko suit à l'Institut national de la cinématographie des études de scénariste de 1998 à 2000. Il se consacre aux scénarios de ses premiers films à la fin des années 1990. Après le film documentaire David (2002) qui fut produit en Suède Stockholm et en Pologne Lublin. Il obtient une notoriété internationale grâce à son premier long-métrage, un documentaire fictif Premiers sur la lune sur un premier alunissage soviétique dès 1938; il obtient plusieurs prix de festivals, notamment celui du film documentaire de la section "Orizzonti" de la Mostra de Venise.
Il produit un deuxième long métrage en 2007, Jeleznaja doroga ("Chemin de fer"). Il met en scène deux amis qui volent un wagonnet de charbon dans un musée des chemins de fer pour le revendre. Trois ans plus tard, il est de nouveau invité à la Mostra de Venise 2010 pour Le Dernier Voyage de Tanya, qui met en scène deux hommes assistant à un rituel d'enterrement chez un peuple imaginaire finno-ougrien inspiré des Maris; il est un des favoris malheureux des lions d'or mais obtient entre autres le prix FIPRESCI.
Lors du festival Kinotavr 2015, il remporte le Prix de la mise en scène pour Les Anges de la révolution.
Son film La Guerre d'Anna (Война Анны) est sélectionné en compétition officielle au festival Kinotavr 2018.

## Style
Fedortchenko a développé un cinéma développant ou détournant les films documentaires, ethnographiques ou historiques.
Deux œuvres reviennent sur le peuple des Maris: Le Dernier Voyage de Tanya en 2010, et en 2012 Les femmes célestes de la prairie mari.

## Filmographie

### Longs métrages
- 2005 : Premiers sur la Lune (Первые на Луне, Pervye na Lune)
- 2007 : Le chemin de fer (Железная дорога, Jeleznaja doroga)
- 2010 : Le Dernier Voyage de Tanya (Овсянки, Ovsianki)
- 2012 : Les Femmes célestes de la prairie mari (Небесные жёны луговых мари, Nebesnye zeny lugovykh mari)
- 2014 : Les Anges de la révolution (Ангелы революции, Angueli revolioutsi)
- 2018 : La Guerre d'Anna (Война Анны, Voïna Anni)
- 2019 : Le Cinéma de l'époque des changements (Кино эпохи перемен) (documentaire)
- 2021 : La Dernière Charmante Bulgarie (Последняя «Милая Болгария», Poslednyaya «Milaya Bolgariya»)

### Courts métrages
- 1999 : Classique Z (Классика Z, Klassika Z)
- 2000 : Un concert extraordinaire (Необыкновенный концерт, Neobiknovenni kontsert)
- 2000 : David (Давид)
- 2003 : Les enfants de la tombe blanche (Дети Белой Могилы, Dieti beloï moguili)
- 2012 : La quatrième dimension - segment Tchronoeye

## Récompenses
- Mostra de Venise 2010 : Prix FIPRESCI pour Le Dernier Voyage de Tanya.
- Festival international du film Nouveaux Horizons 2013 : Meilleur film étranger pour Les Femmes célestes de la prairie mari.
- Kinotavr 2015 : Prix de la mise en scène pour Les Anges de la révolution.
- 17e cérémonie des Aigles d'or : Aigle d'or du meilleur film et du meilleur réalisateur pour La Guerre d'Anna[5]
- Festival international du film de Moscou 2021 : prix du meilleur réalisateur pour The Last Darling Bulgaria[6]